# JD Davison
Jerdarrian Devontae Davison, né le 3 octobre 2002 à Montgomery dans l'Alabama, est un joueur américain de basket-ball. Il évolue au poste de meneur.

## Biographie

### Carrière universitaire
Entre 2021 et 2022, il joue pour le Crimson Tide de l'Alabama.

### Carrière professionnelle

#### Celtics de Boston (2022-2025)
Lors de la draft 2022, il est choisi en 53e position par les Celtics de Boston.
En juillet 2022, il signe un contrat two-way avec les Celtics. Début juillet 2023 et juillet 2024, son contrat est renouvelé. En avril 2025, son contrat two-way est converti en un contrat standard.

#### Rockets de Houston (depuis 2025)
En juillet 2025, il signe un contrat two-way avec les Rockets de Houston.

## Palmarès

### Lycée
- McDonald's All-American en 2021
- Jordan Brand Classic en 2021
- 2× Alabama Mr. Basketball en 2020 et 2021

### Universitaire
- SEC All-Freshman Team en 2022

### NBA
- Champion NBA en 2024 avec les Celtics de Boston.

## Statistiques

### Universitaires
| Saison    | Équipe   | Matchs | Titul. | Min./m | % Tir | % 3pts | % LF | Rbds/m. | Pass/m. | Int/m. | Ctr/m. | Pts/m. |
| --------- | -------- | ------ | ------ | ------ | ----- | ------ | ---- | ------- | ------- | ------ | ------ | ------ |
| 2021-2022 | Alabama  | 33     | 5      | 25,8   | 46,3  | 30,1   | 72,8 | 4,80    | 4,30    | 1,00   | 0,40   | 8,50   |
| Carrière  | Carrière | 33     | 5      | 25,8   | 46,3  | 30,1   | 72,8 | 4,80    | 4,30    | 1,00   | 0,40   | 8,50   |

## Records sur une rencontre en NBA
Les records personnels de JD Davison en NBA sont les suivants, :
| Type de statistique        | Saison régulière | Saison régulière | Saison régulière |
| Type de statistique        | Record           | Adversaire       | Date             |
| -------------------------- | ---------------- | ---------------- | ---------------- |
| Points                     | 8                | Hawks d'Atlanta  | 9 avril 2023     |
| Paniers marqués            | 3                | Hawks d'Atlanta  | 9 avril 2023     |
| Paniers tentés             | 6                | Hawks d'Atlanta  | 9 avril 2023     |
| Paniers à 3 points réussis | 1                | 2 fois           | 2 fois           |
| Paniers à 3 points tentés  | 3                | Hawks d'Atlanta  | 9 avril 2023     |
| Lancers francs réussis     | 1                | Hawks d'Atlanta  | 9 avril 2023     |
| Lancers francs tentés      | 2                | Hawks d'Atlanta  | 9 avril 2023     |
| Rebonds offensifs          | 1                | 2 fois           | 2 fois           |
| Rebonds défensifs          | 2                | 2 fois           | 2 fois           |
| Rebonds totaux             | 3                | 2 fois           | 2 fois           |
| Passes décisives           | 3                | Hawks d'Atlanta  | 9 avril 2023     |
| Interceptions              | 1                | 2 fois           | 2 fois           |
| Contres                    | 2                | Hawks d'Atlanta  | 9 avril 2023     |
| Balles perdues             | 2                | Hawks d'Atlanta  | 9 avril 2023     |
| Minutes jouées             | 35               | Hawks d'Atlanta  | 9 avril 2023     |

- Double-double : 0
- Triple-double : 0

Dernière mise à jour : 24 novembre 2023